# Hareh Pāk
Hareh Pāk (persiska: هره پاك) är en ort i Iran.   Den ligger i provinsen Mazandaran, i den norra delen av landet, 120 km nordost om huvudstaden Teheran. Hareh Pāk ligger 49 meter över havet och antalet invånare är 113.
Terrängen runt Hareh Pāk är platt, och sluttar norrut.Runt Hareh Pāk är det ganska tätbefolkat, med 149 invånare per kvadratkilometer. Närmaste större samhälle är Āmol, 5,0 km söder om Hareh Pāk. Trakten runt Hareh Pāk består till största delen av jordbruksmark.